# Афанасьевский карьер
Афана́сьевский карье́р — карьер открытого типа, расположен близ Москвы реки, в Московской области, Воскресенском районе. Карьер расположен в непосредственной близости с деревней Ратчино ,а также городом Воскресенск. Также месторождение расположено рядом (6,6км) с непосредственным потребителем продукции, заводом "Гигант"-"Воскресенскцемент". Афанасьевский карьер соединён с заводом мостом, названным  в честь деревни, располагавшейся ранее на месте карьера, "Афанасьевский мост". 
Афанасьевское месторождение имеет на своей территории месторождение щебня, известняка, суглинка, мергеля.  Карьер имеет в длину  2,9 км, в ширину 1,6 км.

## История
В 1964 году по приказу Главзападцемента Министерства промышленности строительных материалов СССР началось строительство и освоение Афанасьевского рудника возле деревни Ратчино.
Здесь были найдены известняк, щебень и мергели, нужные для производства цемента. Также рядом находился цементный завод «Гигант». Поэтому Афанасьевский рудник строился как личный карьер для «Гиганта». И принадлежал рудник Воскресенскому цементному заводу.
Хоть рудник и находился рядом с железной дорогой, тут отказались от перевозки поездами, а решили возить самосвалами, так как сам карьер находился в 6,4 км от завода и перевозку поездами сочли нецелесообразной.
Рудник быстро рос и к 1969 добывал больше 450 тонн известняка. В этот год карьер открывает завод известняковой муки на территории завода «Гигант»., который становится цехом того же Гиганта.
В 1972 году происходит слияние «Воскресенского цементного завода», «Гиганта», Автобазы технологической техники. Рудник во главе с А. А. Толпыгиным входят в предприятие «Воскресенскцемент».
К 1990-м предприятие стало разоряться, было выставлено на продажу, и его купило ООО «Воскресенск — Щебень», которое продолжило добычу до 2018 года. К этому времени Афанасьевский рудник сильно истощился, добычу решили прекратить и рудник был закрыт.